# Apeadero de Conceição
El Apeadero de Conceição, igualmente denominado de Estación de Conceição, es una plataforma ferroviaria de la Línea del Algarve, que sirve a la localidad de Conceição, en el ayuntamiento de Tavira, en Portugal.

## Historia

### Construcción e inauguración
Este apeadero se encuentra entre las Estaciones de Tavira y Vila Real de Santo António, habiendo sido abierto este tramo el 14 de abril de 1906.